# Zugleitbetrieb
Der Zugleitbetrieb ist ein Betriebsverfahren der Eisenbahn, bei dem ein zentraler Zugleiter jedem Zug auf einer Strecke die Erlaubnis zur Fahrt bis zu einer Zuglaufstelle erteilt. Dabei stehen Zugleiter und Fahrpersonal in fernmündlichem Kontakt zueinander (Zugfunk, Mobiltelefon, gelegentlich Streckenfernsprecher). Der Zugleitbetrieb kann ohne Hauptsignale und technische Streckenblock-Einrichtungen durchgeführt werden, was große Einsparungen erlaubt. In Deutschland wird der Zugleitbetrieb nur auf ausgewählten eingleisigen Nebenbahnen mit einer zulässigen Geschwindigkeit bis 80 km/h angewandt.
Nach dem Zusammenschluss von Deutsche Reichsbahn (DR) und Deutsche Bundesbahn (DB) 1994 zur Deutschen Bahn AG wurden die Vorschriften harmonisiert. Strecken, die früher mit vereinfachtem Nebenbahnbetrieb betrieben wurden, unterliegen heute oft den Bestimmungen für den Zugleitbetrieb nach Richtlinie (Ril) 436 (ZLB) oder dem signalisierten Zugleitbetrieb nach Ril 437 (SZB). Im Gegensatz dazu erfolgt die Betriebsführung auf Haupt- und den anderen Nebenbahnen nach der herkömmlichen Fahrdienstvorschrift der DB InfraGO AG (FV-DB – Ril 408).
Strecken, auf denen das Betriebsverfahren Zugleitbetrieb angewandt wird, sind in den Angaben für das Streckenbuch oder Sammlung betrieblicher Vorschriften benannt.

## Zugleitbetrieb (ZLB)
Für den Zugleitbetrieb gelten die Regelungen der Ril 436, sonst (so dort nicht explizit geregelt) die Festlegungen der Ril 408 (Fahrdienstvorschrift) und Festlegungen in den Angaben zum Streckenbuch der einzelnen Betriebsstellen.

### Betriebsführung
Eisenbahnstrecken mit Zugleitbetrieb werden Zugleitstrecken genannt, die Betriebsstellen der Zugleitstrecke – Bahnhöfe, Haltestellen und Haltepunkte – heißen Zuglaufstellen. Die Regelung des Zugverkehrs obliegt dem Zugleiter, der oft zugleich Fahrdienstleiter eines an die Zugleitstrecke angrenzenden Bahnhofs einer Hauptbahn ist. Der Bahnhof, auf dem der Zugleiter seinen Sitz hat, wird Zugleitstelle genannt. Die Meldungen, die der Regelung des Zugverkehrs auf der Zugleitstrecke dienen, heißen Zuglaufmeldungen. Sind für einen Zug auf einer Zuglaufstelle Zuglaufmeldungen vorgesehen, wird sie Zuglaufmeldestelle genannt.
Zugleitstrecken sind nicht mit Streckenblock ausgerüstet. Das Fahren im Raumabstand wird ausschließlich mithilfe der Zuglaufmeldungen geregelt, die zwischen dem Zugleiter einerseits und dem Zugführer oder ggf. örtlichen Bahnhofsfahrdienstleiter andererseits gewechselt werden.
Jeder Zug benötigt zur Fahrt auf einer Zugleitstrecke eine Fahrerlaubnis des Zugleiters, die mit der Fahranfrage eingeholt wird. Bis zu welcher Zuglaufstelle der Zugleiter die Fahrerlaubnis erteilt, richtet sich nach dem Fahrplan; Abweichungen vom Fahrplan regelt der Zugleiter durch Befehle. Der Wortlaut der Fahranfrage in der Ril 436 lautet:
Darf Zug (Nummer) bis (Name der Zuglaufstelle/Zugmeldestelle) fahren?
Sind alle Bedingungen erfüllt, erteilt der Zugleiter die Fahrerlaubnis mit den Worten:
Zug (Nummer) darf bis (Name der Zuglaufstelle/Zugmeldestelle) fahren. (ggf. Zusatz: Dort Kreuzung mit Zug (Nummer).)
Beziehungsweise falls nicht alle Bedingungen erfüllt sind:
Nein, warten.
Nach der Ankunft in der Zuglaufstelle, bis zu der die Fahrerlaubnis erteilt wurde, muss der Zugleiter über die Ankunft des Zuges mit der Ankunftmeldung unterrichtet werden:
Zug (Nummer) in (Name der Zuglaufstelle/Zugmeldestelle).
Erst nach Eingang der Ankunftmeldung darf der Zugleiter einem nachfolgenden Zug die Fahrerlaubnis bis zu einer rückgelegenen Zuglaufstelle erteilen. So ist gewährleistet, dass zwischen zwei einander nachfolgenden Zügen mindestens ein Streckenabschnitt frei bleibt. Fahrerlaubnis und Ankunftsmeldung sind zwei Arten von Zuglaufmeldungen, des Weiteren gibt es noch die Abstellmeldung, Fahrwegsicherungsmeldung und Verlassensmeldung. Jede Zuglaufmeldung ist mit "Zuglaufmeldung" einzuleiten.
Zuglaufmeldungen erfolgen telefonisch zwischen dem Zugleiter und dem örtlichen Bahnhofsfahrdienstleiter, auf unbesetzten Zuglaufstellen dem Zugführer (dann auch per Funk). Die Fahrerlaubnis muss vom örtlichen Bahnhofsfahrdienstleiter an den Zugführer übermittelt werden. Bei Kreuzungen und Überholungen auf unbesetzten Bahnhöfen ist es möglich, dass der Zugführer des ersten Zuges die Zuglaufmeldungen für den zweiten Zug mit übernimmt.

Schematische Darstellung der Zugfolge auf einer Zugleitstrecke

Müssen zwei Züge kreuzen, erhalten beide Züge die Fahrerlaubnis bis zu der Zuglaufstelle, auf der die Kreuzung stattfinden soll. Auf Bahnhöfen ohne Einfahrsignale müssen beide Züge nacheinander in die Zuglaufstelle einfahren. Welcher Zug zuerst einfahren darf, ist im Buchfahrplan angegeben; der als letzter einfahrende Zug muss an der Trapeztafel halten. Dem Zugführer des ersten Zuges obliegt die Aufgabe, den Fahrweg für den zweiten Zug einzustellen, was – da meist nur ortsgestellte Weichen vorhanden sind – teilweise mit beträchtlichen Fußwegen verbunden ist. Der Zugführer begibt sich zur Weiche, über die der kreuzende Zug einfahren soll. Er schließt sie auf, stellt sie um und meldet das seinem Triebfahrzeugführer. Dieser ruft den zweiten Zug mit dem akustischen oder optischen Signal „Kommen“ (Signal Zp 11) in den Bahnhof herein. Das Signal wird mit einem langen, einem kurzen und nochmals einem langen Rufzeichen (– · –) als Lichtsignal oder mit der Fahrzeugpfeife gegeben und entspricht dem Buchstaben „K“ des Morsealphabetes. Nach der Einfahrt stellt der Zugführer die Weiche in Grundstellung zurück, verschließt sie und begibt sich zur Einfahrweiche auf dem gegenüberliegenden Bahnhofskopf. Dort wiederholt sich der Vorgang. Der Zugleiter darf die Fahrerlaubnis für die Weiterfahrt erst erteilen, wenn er die Ankunftmeldungen beider Züge erhalten hat. Der als zweites eingefahrene Zug muss als erstes wieder abfahren, damit die Weichen durch den Zugführer des ersten wieder in ihre Grundstellung gebracht werden können.

#### Ausrüstung und Bedienung von Weichen
Unbesetzte Bahnhöfe sind in der Regel mit ortsbedienten Weichen und Handverschlüssen, in der Regel Riegelhandschlössern für den Verschluss in Grundstellung ausgerüstet. Abgesehen von erforderlichen Folgeabhängigkeiten bei Weichen und Gleissperren, die den Flankenschutz gewährleisten, sind die Schlösser aller Weichen mit einer gemeinsamen, streckenspezifischen Schlüsselform ausgerüstet. Einen Schlüssel dieser Form, den sogenannten Streckenschlüssel führt jeder Zugführer eines den betreffenden Abschnitt befahrenden Zuges mit. Dieser Fall ist einer von wenigen, wo mehrere sicherungstechnische Betriebsschlüssel derselben Form auf einer Strecke vorhanden sind und gleichzeitig benutzt werden.
Zur Beschleunigung des Betriebsablaufes wurden in einigen Fällen Weichen mit meist mechanischen Fernbedieneinrichtungen ausgerüstet. Die Bedieneinrichtungen befinden sich in diesen Fällen auf dem Bahnsteig des Bahnhofes, sie sind an Stelle der Weichen selbst mit Hebelschlössern ausgerüstet. Auch diese entsprechen der Schlüsselform der Streckenschlüssel.
Zur Beschleunigung der Kreuzungsvorgänge wurden viele Kreuzungsbahnhöfe mit Rückfallweichen ausgerüstet. Damit entsteht in derartigen Bahnhöfen ein Richtungsbetrieb. Der Zeitaufwand für die Wege zu den Einfahrweichen sowie das Auf- und Verschließen durch den Zugführer des zuerst eingefahrenen Zuges entfallen damit, zusätzlich können die Triebfahrzeugführer die Aufgaben der Zugführer mit übernehmen. Die Handstelleinrichtungen der Rückfallweichen erhalten Weichenbockschlösser, die sie in Grundstellung festhalten, aber das Auffahren und selbsttätige Rückstellen der Weichen nicht behindern.
Mit einer Abstellmeldung gibt der Rangierleiter einen Bahnhof nach Beendigung von Rangierbewegungen und Wiederherstellung der Grundstellung aller Weichen und Flankenschutzeinrichtungen wieder frei. Die Fahrwegsicherungsmeldung wird bei Zugkreuzungen auf unbesetzten Bahnhöfen ohne Rückfallweichen gegeben, sobald der Zugführer des ersten Zuges den Fahrweg für den zweiten Zug eingestellt hat. Bei örtlich unbesetzten Zuglaufstellen gibt der Zugführer dem Zugleiter eine Verlassensmeldung, sobald der Zug die Betriebstelle verlassen hat und vollständig an der Zugschlussstelle vorbeigefahren ist.
Der herkömmliche Zugleitbetrieb (kurz: ZLB) kommt teilweise ohne Hauptsignale aus. Auf unbesetzten Bahnhöfen ist die Grenze zwischen Bahnhof und freier Strecke anstatt von Einfahrsignalen mit der „Trapeztafel“ (Signal Ne 1/So 5) gekennzeichnet. Sollen auf unbesetzten Bahnhöfen Zugkreuzungen oder Überholungen durchgeführt werden, so übernimmt der Zugführer des zuerst eingefahrenen Zuges das Einstellen des Fahrweges für den zweiten Zug. Dieses Verfahren wird nur auf sehr kleinen Bahnhöfen mit wenig Verkehr angewendet, größere Bahnhöfe sind auch beim Zugleitbetrieb mit ferngestellten Weichen und Einfahrsignalen ausgerüstet sowie mit einem örtlichen Bahnhofsfahrdienstleiter besetzt.

### Unterlagen
- Zugmeldebuch: durch den Zugleiter zu führen;
- Fernsprechbuch: auf Stellen mit Zuglaufmeldungen zu führen;
- Buchfahrplan: regelt Zuglaufmeldungen, Kreuzungen, Überholungen und den Halt an der Trapeztafel;
- Anordnungen über den Zugverkehr: werden vom Zugleiter und den besetzten Zuglaufstellen geführt;
- Fahrplan für Zuglaufstellen: für jeden besetzten Bahnhof;
- weitere Übersichten für den Zugleiter (z. B. Übersichtspläne, Streckenbänder, Bahnübergänge usw.)

### Schriftliche Befehle
Für schriftliche Befehle ist der ZLB-Befehl nach Ril 436 zu verwenden. Er liegt beim Zugleiter, den Zuglaufstellen und beim benachbarten Fahrdienstleiter aus, auf Strecken mit Zugfunk auch beim Triebfahrzeugführer.

### Schnittstelle Zugleitbetrieb – Zugmeldebetrieb
Zwischen Zugmeldestellen und Zugleitstellen bzw. zwischen zwei Zugleitstellen wird das Zugmeldeverfahren angewandt. Die Zugfolge wird zwischen dem Zugleiter und dem benachbarten Fahrdienstleiter mittels fernmündlicher Zugmeldungen geregelt. Dabei wird ein in die Zugleitstrecke einfahrender Zug vom Fahrdienstleiter dem Zugleiter angeboten. Sind alle Vorbedingungen erfüllt, nimmt der Zugleiter diesen mit folgendem Wortlaut an und gibt somit die Fahrerlaubnis:
Zug (Nummer) bis (Name der Zuglaufstelle), ja.
Der anbietende Fahrdienstleiter übermittelt dem Zugführer die Fahrerlaubnis, woraufhin der Zug abfahren darf. Der Zugleiter meldet den Zug dem Fahrdienstleiter zurück, nachdem eine Räumungsprüfung durchgeführt oder eine Ankunftsmeldung abgegeben wurde. Bei aus der Zugleitstrecke ausfahrenden Zügen darf der Zugleiter die Fahrerlaubnis erst nach der Annahme des Zuges durch die angrenzende Zugmeldestelle erteilen. Nach Ankunft des Zuges gibt der dortige Fahrdienstleiter eine Rückmeldung.
Bei elektronischen Stellwerken (ESTW), die beispielsweise von einer Betriebszentrale (BZ) gesteuert werden, bereitet diese zusätzliche Kommunikation einen erheblichen Mehraufwand. Anfangs wurde daher zwischen der ersten Betriebsstelle der Zugleitstrecke und der letzten Betriebsstelle der Zugmeldestrecke ein Streckenblock eingerichtet. Dies erforderte eine entsprechende Ausrüstung der ersten Zugleit-Betriebsstelle mit einem Stellwerk und dessen Besetzung mit einem örtlichen Fahrdienstleiter. Zur Vereinfachung wurde deshalb eine Schnittstelle ESTW/ZLB entwickelt. Voraussetzung hierfür ist das Vorhandensein einer Zugnummernmeldeanlage zwischen dem Fahrdienstleiter und dem Zugleiter.
Vor einer Fahrt eines Zuges in eine Zugleitstrecke stellt der Zugführer zunächst eine Fahranfrage. Sind alle Bedingungen erfüllt, erteilt der Zugleiter die Fahrerlaubnis, was die Voraussetzung für den Zugführer ist, die Bedieneinrichtung zu betätigen. Diese Bedieneinrichtungen sind an den Hauptgleisen der Zugmeldestellen aufgestellt, aus denen planmäßige Zugfahrten in die Zugleitstrecke hinaus zugelassen werden. Durch gleichzeitige Bedienung der Schlüsseltaste und der Taste Fahrstraßenanforderung erscheint beim Fahrdienstleiter die Aufforderung, die entsprechende Ausfahrstraße einzustellen. Der Fahrdienstleiter stellt daraufhin die angeforderte Ausfahrstraße ein, wobei diese nur bis zur Festlegung einläuft und der (Festlegeüberwachungsmelder) Ruhelicht zeigt, während das Ausfahrsignal in Haltstellung bleibt. Ist die Fahrstraße festgelegt, wird an der Bedieneinrichtung der Leuchtmelder Anforderungsempfang angeschaltet. Sind alle betrieblichen Anforderungen erfüllt, bedient der Zugführer die Schlüsseltaste und die Taste Zustimmungsanforderung, woraufhin das Ausfahrsignal auf Fahrt gestellt wird und der Zug in die Zugleitstrecke einfahren darf.
Bei einer Ausfahrt eines Zuges aus einer Zugleitstrecke erhält der Fahrdienstleiter zunächst über die Zugnummernmeldeanlage die Zugfahrt angekündigt. Erst dann darf der Zugleiter die Fahrerlaubnis in Richtung der angrenzenden Zugmeldestelle erteilen. Sind alle Bedingungen erfüllt, stellt der Fahrdienstleiter die Einfahrstraße ein. Da der Fahrdienstleiter aufgrund der räumlichen Trennung den Zug nach dessen Ankunft nicht rückmelden kann, muss stattdessen der Zugführer eine Räumungsprüfung durchführen. Dabei ist zu überprüfen, ob
- die Zugfahrt am gewöhnlichen Halteplatz zum Stehen gekommen ist, sodass die Signalzugschlussstelle des Einfahrsignals freigefahren ist,
- die Zugfahrt vollständig eingetroffen ist und
- das Einfahrsignal wieder auf Halt gefallen ist.

Letzteres wird durch Auswertung des Signalhaltmelders durchgeführt, welcher am gewöhnlichen Halteplatz des Zuges aufgestellt ist. Ist die Räumungsprüfung erfolgreich abgeschlossen, gibt der Zugführer eine Ankunftsmeldung an den Zugleiter ab.

### Technische Sicherung
Der reine Zugleitbetrieb nach Ril 436 wird generell ohne technische Sicherung durchgeführt, d. h., für die Sicherheit der Zugfahrten ist alleine das Zusammenspiel des Betriebspersonals und die genaue Befolgung von Meldungen und Erlaubnissen verantwortlich. Nach mehreren Unfällen aufgrund von Nachlässigkeiten hat man versucht, durch technische Unterstützung die Sicherheit zu erhöhen, ohne das Grundprinzip des Zugleitbetriebs zu verändern. Nachdem beim Eisenbahnunfall von Hordorf die fehlende Zugbeeinflussung mit als eine Hauptursache ausgemacht werden konnte, wurde die Vorgabe der technischen Unterstützung auf Strecken mit Zugleitbetrieb bei mehreren gleichzeitig verkehrenden Reisezügen in die Eisenbahn-Bau- und Betriebsordnung mit aufgenommen. Neben dem signalisierten Zugleitbetrieb wurde hierfür auch der technisch unterstützte Zugleitbetrieb (TuZ) entwickelt.
Beim technisch unterstützten Zugleitbetrieb gelten die Vorschriften der Ril 436 bzw. FV-NE weiterhin. Zusätzlich unterstützen verdeckt wirkende Sicherungssysteme, wie schaltbare 2000-Hz-PZB-Magnete, den Zugleitbetrieb und sollen Gefährdungen durch menschliche Fehler verhindern.

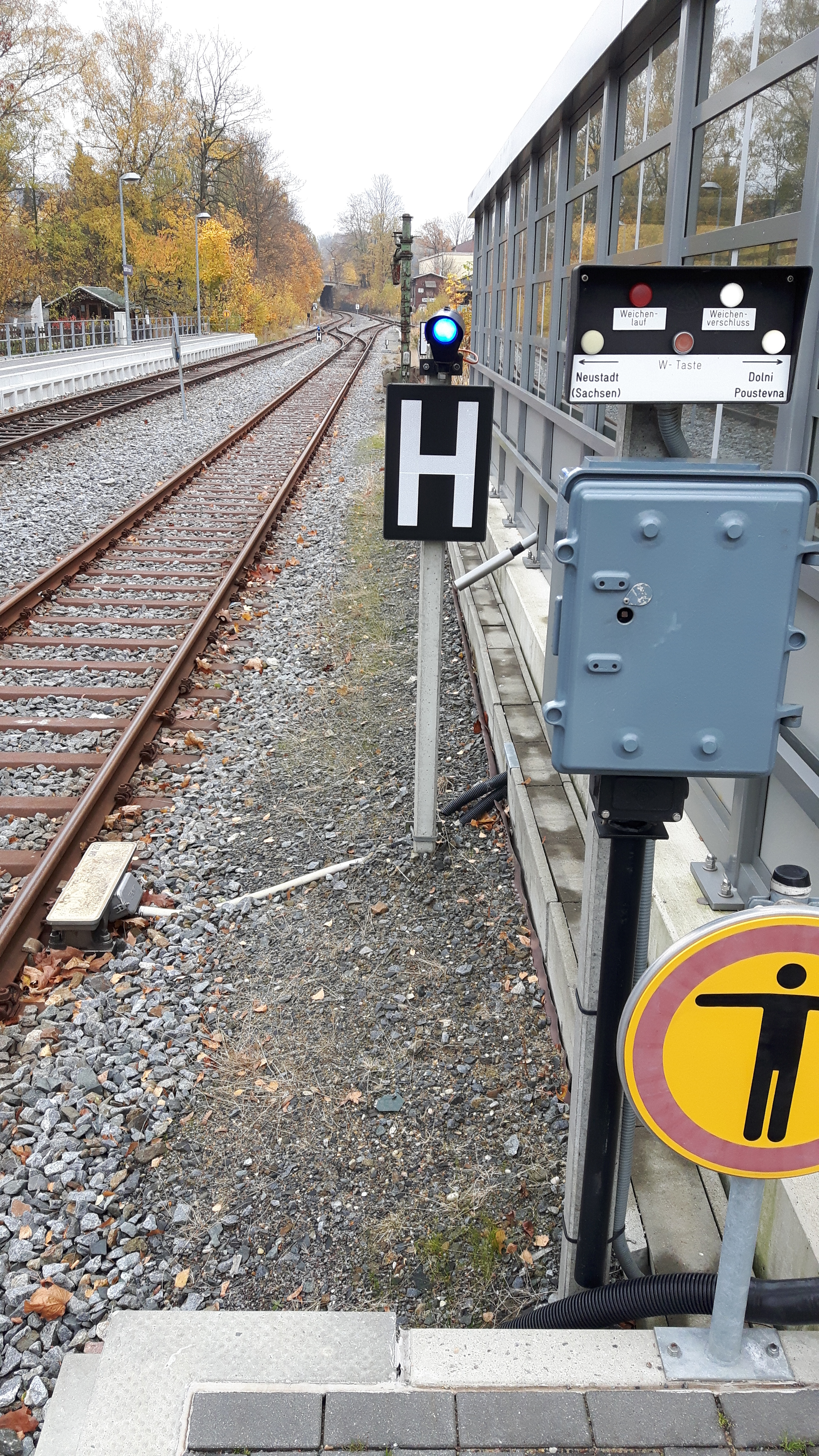
Haltetafel mit blauem Überwachungsmelder, Bf Sebnitz (Sachs)

Umgesetzt wurden verschiedene Systeme, die sich dadurch unterscheiden, wie die PZB-Magnete unwirksam geschaltet werden. Dabei gibt es folgende Varianten:
- Schlüsselgesteuert: Nach Erhalten der Fahrerlaubnis schaltet das Zugpersonal mithilfe eines Schlüssels den PZB-Magnet für eine gewisse Zeit unwirksam. Dieser Schlüssel ist für jeden Streckenabschnitt einmalig und hat daher die Funktion eines Tokens. Bei Zugkreuzungen müssen die Schlüssel zwischen den Zügen getauscht werden. Dieses System realisiert die Minimalanforderungen für den technisch unterstützen Zugleitbetrieb, es wird z. B. auf den Bahnstrecken Cham–Bad Kötzting und Bad Kötzting–Lam eingesetzt.
- Zugleitergesteuert: Der Zugleiter schaltet nach Erteilen der Fahrerlaubnis von seinem Bedienplatz aus den PZB-Magnet unwirksam. Durch eine Zugeinwirkstelle oder nach einer gewissen Zeit werden die PZB-Magnete wieder wirksam. Nach Ankunft des Zuges in der nächsten Zugmeldestelle und Abgabe der Ankunftsmeldung gibt der Triebfahrzeugführer mithilfe einer sogenannten Infrarot-Pistole den geräumten Abschnitt wieder frei. An den Haltetafeln mit PZB-Magneten werden blaue Überwachungsmelder angebracht, die dem Triebfahrzeugführer anzeigen, ob der PZB-Magnet wirksam (blaues Dauerlicht) oder unwirksam (blaues Blinklicht) ist. Bei der DB wird dieses System z. B. auf der Bahnstrecke Siegelsdorf–Markt Erlbach eingesetzt.[6]
- Achszählergesteuert: Die PZB-Magnete auf Höhe der Haltetafeln sind in der Grundstellung unwirksam. Durch Befahren von Achszählern werden alle in den Streckenabschnitt weisenden PZB-Magnete wirksam geschaltet. Nachdem der Abschnitt wieder freigefahren ist, werden die PZB-Magnete wieder unwirksam. Zur Verhinderung der gleichzeitigen Fahrt zweier Züge in denselben Abschnitt werden weitere schaltbare PZB-Magnete eingesetzt. Diese sind in der Grundstellung wirksam und werden nur kurz unwirksam geschaltet, damit ein Zug in den Streckenabschnitt einfahren kann. Das System arbeitet im Regelbetrieb autonom, sodass weder der Zugleiter noch der Triebfahrzeugführer Bedienhandlungen durchführen müssen. Die DB setzt dieses System z. B. auf der Strecke Weimar–Kranichfeld ein.[7]

## Signalisierter Zugleitbetrieb nach Ril 437 (SZB)
Bei der Deutschen Bahn gibt es neben dem herkömmlichen auch den signalisierten Zugleitbetrieb (kurz: SZB).
Auf der Grundlage vereinfachter Sicherheitsanforderungen für wenig belastete Bahnstrecken („Richtlinien für Ausrüstung und Betrieb der Strecken mit schwach und mäßigem Verkehr“, SMV), die 1981 herausgebracht wurden, begannen 1982 drei Abteilungsleiter der Bundesbahndirektion München mit der Entwicklung eines vereinfachten Signal- und Betriebssystems, das zunächst als technisierter Zugleitbetrieb – System München bezeichnet wurde. Im Juli 1983 wurde dies als Vorschlag der Zentrale der Deutschen Bundesbahn vorgelegt, die im Oktober 1983 einen offiziellen Planungsauftrag erteilte. Als Pilotstrecke wurde die 29 km lange Nebenbahn Dachau–Altomünster ausgewählt. Auf der Strecke wurde ein von Scheidt & Bachmann und dem Bundesbahnzentralamt München gemeinsam entwickeltes vereinfachtes Stellwerk eingesetzt. Die Umrüstung der Strecke begann 1985. Die Inbetriebnahme, einschließlich der neuen Betriebsverfahren, erfolgte am 20. März 1986.
Die Entwicklung hielt bis Anfang der 1990er Jahre an. Nachdem etliche Nebenbahnen und auch Hauptbahnen damit ausgerüstet worden waren, wurden jedoch mit dem Aufkommen von für Regionalstrecken zugeschnittenen elektronischen Stellwerken immer weniger Strecken auf SZB umgestellt.
Im signalisierten Zugleitbetrieb sind die Bahnhöfe mit ferngestellten Einfahrweichen oder Rückfallweichen, Lichtsignalen als Ein- und Ausfahrsignalen sowie Gleisfreimeldeanlagen ausgestattet. Auf der freien Strecke ist selbsttätiger Streckenblock in Verbindung mit einer Streckengleisfreimeldeanlage eingerichtet.
Bei Nichtbundeseigenen Eisenbahnen (NE-Bahnen) werden weitere Bauformen wie z. B. SICAS S5 von Siemens und MCDS von Bombardier im signalisierten Zugleitbetrieb eingesetzt.

### Bauform Stw-vB
Die Bauform Stw-vB der Firma Scheidt & Bachmann (auch als Bauform Sch & B bezeichnet) arbeitet weitgehend automatisiert ohne Eingriffsmöglichkeit des Zugleiters. Stattdessen werden ein vom Zug bzw. vom Zugpersonal angesteuerter Selbststellbetrieb und ein selbsttätiger Streckenblock eingesetzt. Als Besonderheit erfolgt hier die Gleisfreimeldung durch das Zusammenwirken eines magnetischen Zugschlusssenders, der in den hinteren Zughaken des letzten Fahrzeugs jedes Zuges eingehängt ist, mit einem Zugschlussempfänger im Gleis. Dadurch wird selbstständig die Vollständigkeit des Zuges festgestellt und der Streckenblock betätigt.
Das Einfahrsignal eines Bahnhofs wird automatisch in Fahrtstellung gebracht, wenn die Einfahrweiche frei und in Grundstellung ist, der Zugschlussempfänger und die sogenannte Wiederholungssperre im Zielgleis in Grundstellung sind, der Vorblock eingegangen ist und evtl. vorhandene Bahnübergänge zwischen dem Einfahr- und Ausfahrsignal gesichert sind. Mit dem Passieren des Zugschlussempfängers fällt das Einfahrsignal in Haltstellung und die Wiederholungssperre wird wirksam. Dann wird die Fahrstraße aufgelöst und der Streckenblock zurückgeblockt. Die Wirkstellung der Wiederholungssperre verhindert nach der Einfahrt eines Zuges weitere Einfahrten in dieses Gleis, bis eine Ausfahrt aus diesem Gleis erfolgt ist. Nachdem der Triebfahrzeugführer vom Zugleiter die Fahrerlaubnis erhalten hat, fordert er über eine Infrarot-Fernbedienung oder alternativ über einen Schlüsselschalter die Ausfahrstraße an. Dabei wird das Freisein der Weichen, die Grundstellung des Streckengleisfreimeldung, der Besitz der Erlaubnis im Streckenblock und die Sicherung evtl. vorhandener Bahnübergänge zwischen dem Einfahr- und Ausfahrsignal geprüft. Falls die Erlaubnis nicht im Bahnhof liegt, wird diese durch einen Erlaubniswechsel geholt. Sind alle genannten Vorbedingungen erfüllt, wird das Ausfahrsignal automatisch in Fahrtstellung gebracht. Nach dem Passieren des Zugschlussempfängers fällt das Ausfahrsignal wieder in Haltstellung und die Wiederholungssperre wird in Grundstellung gebracht. Dann wird der Zug zum nächsten Bahnhof vorgeblockt. Weitere Bedienhandlungen, wie das Umschalten der Anlage in den Rangierbetrieb, werden vor Ort durch den Zugführer durchgeführt. Für den Rangierbetrieb muss nach der Erteilung der Rangierfreigabe durch den Zugleiter eine Schlüsselsperre betätigt werden. Dies sperrt die Einfahrsignale.
Die Bahnhöfe sind für den Richtungsbetrieb eingerichtet, d. h. die Einfahrt erfolgt immer nur in ein bestimmtes Gleis. Die Weichen sind daher als Rückfallweichen mit Zungenprüfern ausgeführt. Die Bahnhöfe sind mit Ein- und Ausfahrsignalen ausgerüstet, wobei bei Kreuzungsbahnhöfen aufgrund des Richtungsbetriebes die Ausfahrsignale teilweise richtungsabhängig, d. h. mit je einem Ausfahrsignal in der jeweiligen Fahrtrichtung, aufgestellt sind. Als Hauptsignale werden vereinfachte Lichthauptsignale verwendet. Alle anderen Weichen in den Hauptgleisen, die in Nebengleise führen, sind ortsbedient. Sie werden mit Riegelhandschlössern und Schlüsselsperren in die Signalabhängigkeit einbezogen.
In den einzelnen Bahnhöfen befinden sich Relaisstellwerke der sogenannten vereinfachten Nebenbahntechnik von Scheidt & Bachmann. Als Streckenblocksystem wird der Trägerfrequenzblock Tf71 eingesetzt. Bei einigen SZB-Strecken mit dieser Bauform wurde eine signaltechnisch nicht sichere Belegtanzeige der einzelnen Abschnitte nachgerüstet.
Folgende Bahnstrecken wurden mit dieser Bauform ausgerüstet:
- Bahnstrecke Engers–Au im Abschnitt Altenkirchen–Au
- Bahnstrecke Dachau–Altomünster (von 20. März 1986 bis 2014, Ersatz durch ESTW)
- Bahnstrecke Marktoberdorf–Füssen (seit 9. Mai 1989)
- Bahnstrecke Rheinhausen–Kleve im Abschnitt Millingen–Xanten
- Bahnstrecke München–Lenggries im Abschnitt Schaftlach–Lenggries

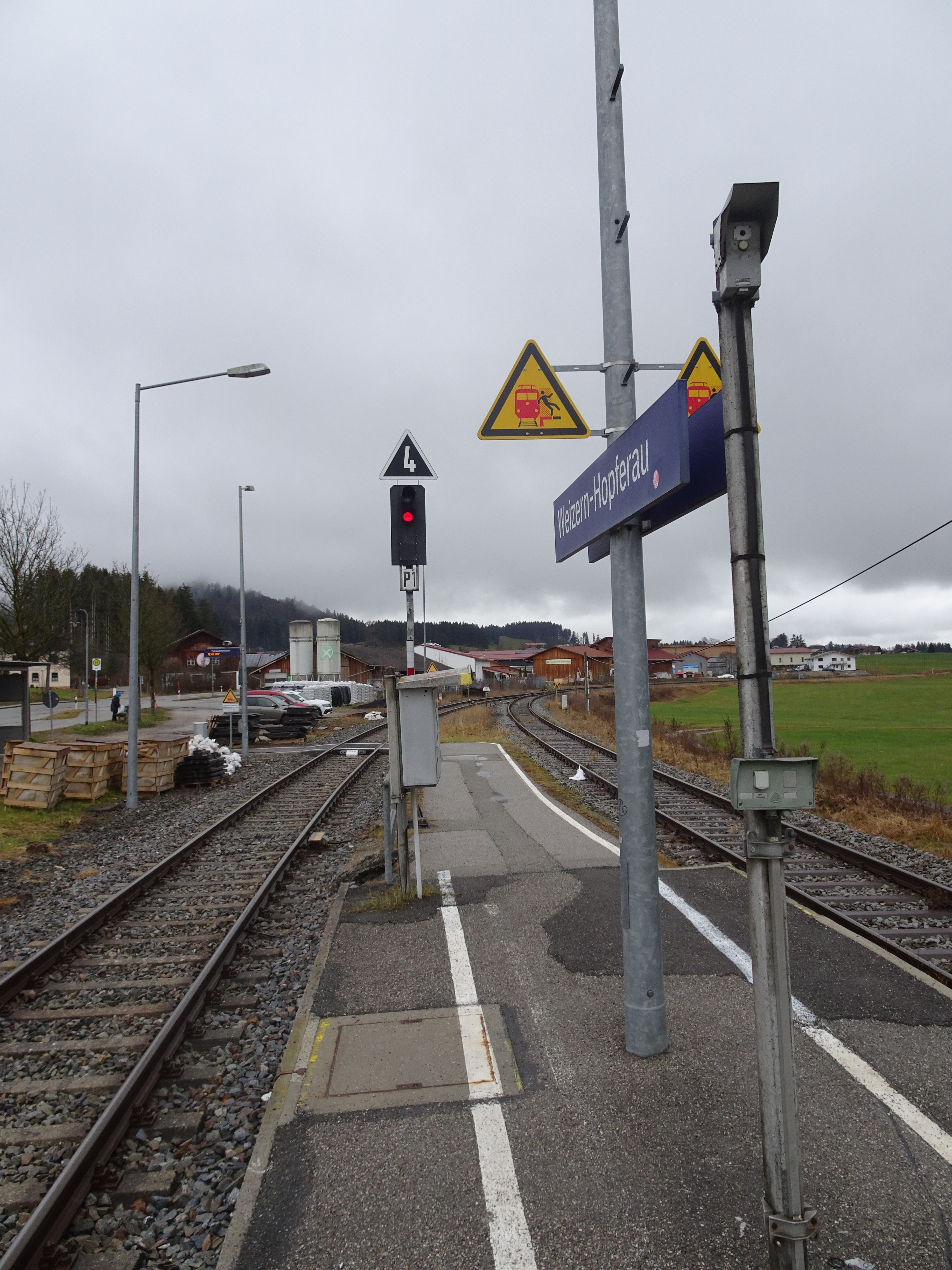
Ausfahrsignal im Richtungsbetrieb, rechts im Bild ist die Einwirkstelle für Infrarot-Fernbedienung und darunter der alternative Schlüsselschalter mit denen der Triebfahrzeugführer die Ausfahrstraße anfordert, Bahnhof Weizern-Hopferau
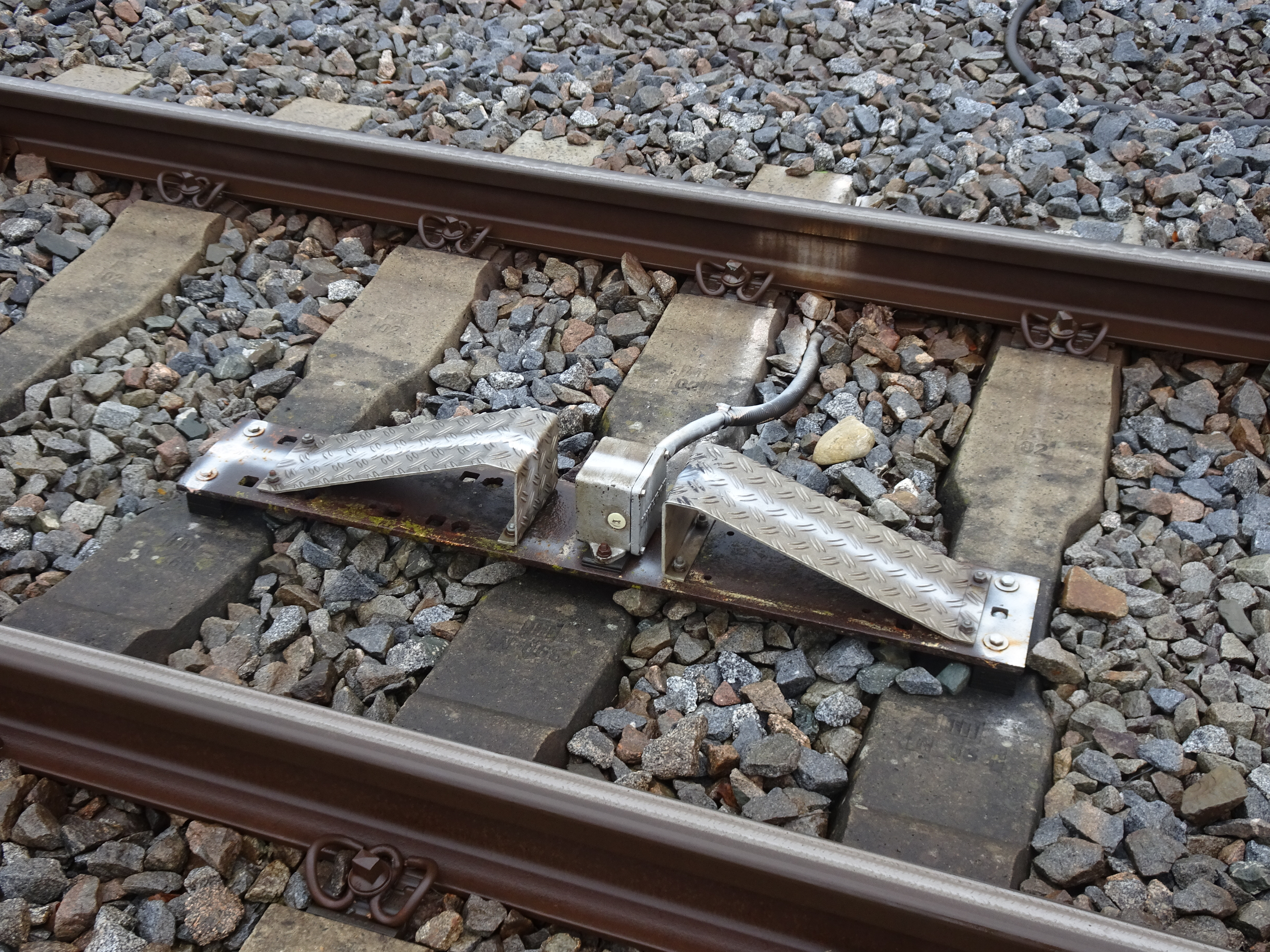
Zugschlussempfänger für die Gleisfreimeldung
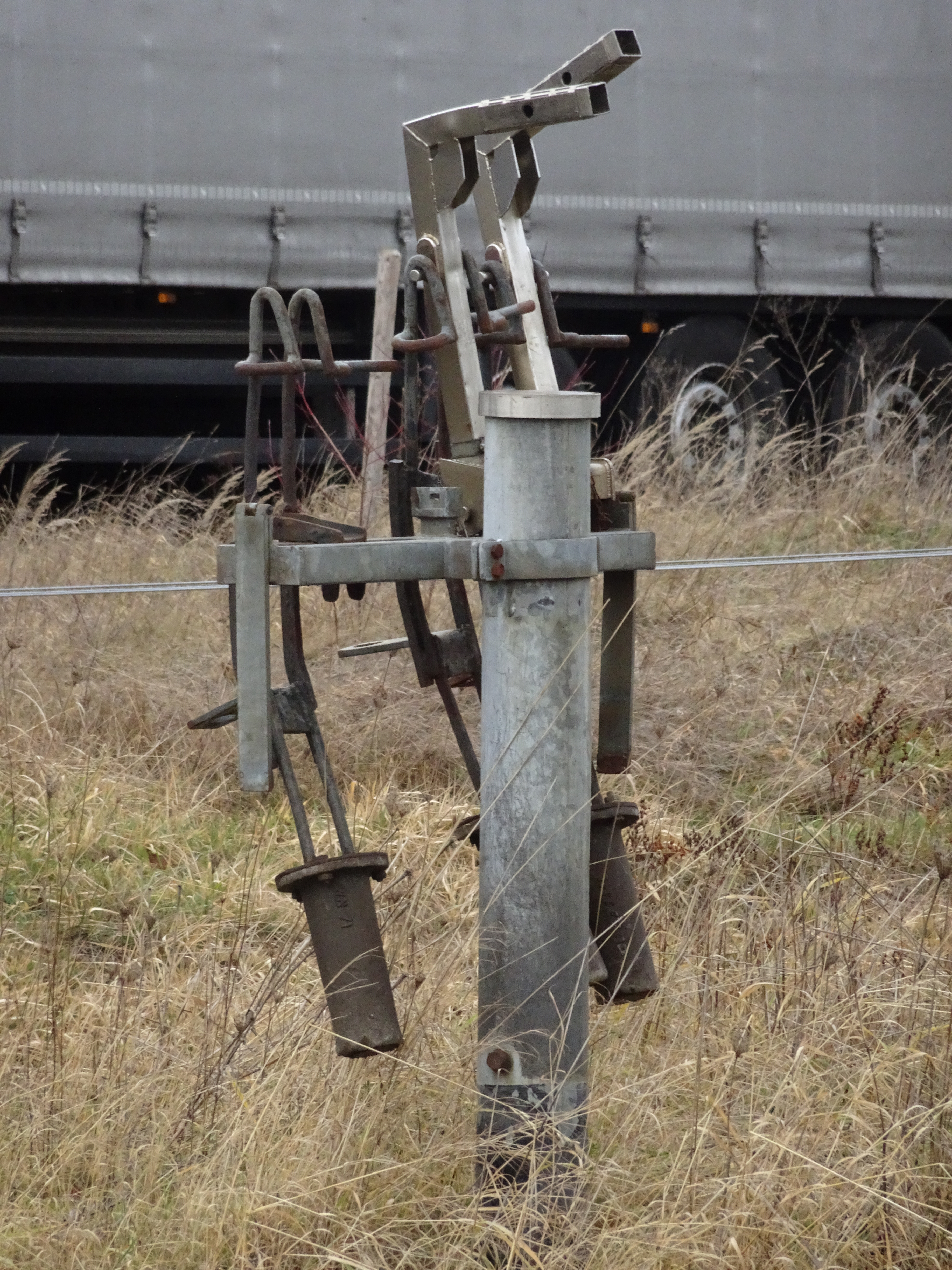
Zwei Zugschlusssender für die Gleisfreimeldung, welche an einem Halter zwischengelagert wurden

### Bauform Sig L 90
Bei der Bauform Sig L 90 der Firma SEL (heute Thales) wird dem Zugleiter der Betriebszustand der Zugleitstrecke mithilfe einer vereinfachten Fernsteueranlage auf einem Monitor – ähnlich dem eines elektronischen Stellwerks – in einem schematisch dargestellten Gleisbild angezeigt. Hierbei wird jedoch auf eine signaltechnisch sichere (siehe auch Aufbau und Funktionsweise elektronischer Stellwerke) Übertragung der Stellbefehle und Rückmeldungen verzichtet, sodass sich der Zugleiter auf die Korrektheit dieser Anzeigen nicht verlassen darf, bzw. keine Signale anschalten können darf, die durch die Stellwerkstechnik nicht geprüft werden (z. B. das Ersatzsignal Zs 1). Dies ist jedoch kein sicherheitsrelevanter Mangel, denn die Voraussetzungen für die Fahrtstellung der Ein- und Ausfahrsignale werden in Verbindung mit selbsttätigen Gleisfreimeldeanlagen und dem selbsttätigen Streckenblock autark durch das Stellwerk vor Ort geprüft.

Fahrstraßen können sowohl durch den Zugleiter manuell eingestellt als auch durch den Lokführer über einen Schlüsselschalter, teilweise auch über Infrarot-Fernbedienungen angefordert werden. Je nach Strecke werden beide Varianten im Regelbetrieb verwendet.

Vor Ort in den einzelnen Bahnhöfen befinden sich bei der Bauform Sig L 90 entweder Relaisstellwerke der Bauform MC L 84 oder auch vereinfachte elektronische Stellwerke. Die Gleisfreimeldung erfolgt über Achszähler oder Gleisstromkreise.
Bei Störungen der Stellwerkstechnik vor Ort benötigt der Zugleiter wegen der fehlenden sicheren Übertragung der Fernsteuerung einen Überblick über die Zuglage, um aufgrund dieser den Betrieb mittels Befehlen weiterführen zu können. Aus diesem Grund muss auch im signalisierten Zugleitbetrieb der Zugleiter ein Zugmeldebuch führen. Der Triebfahrzeugführer darf deshalb auch bei Fahrt zeigendem Hauptsignal nur ab- oder weiterfahren, wenn er die Fahrerlaubnis vom Zugleiter erhalten hat. Allerdings entfällt hier die Führung des Fernsprechbuches durch den Zugführer, stattdessen muss er nur eine Blechtafel mit der Aufschrift der Zuglaufstelle, bis zu der er die Fahrerlaubnis erhalten hat, aufklappen.
Auf folgenden Bahnstrecken wird bzw. wurde die Bauform Sig L 90 eingesetzt:
- Bahnstrecke Landstuhl–Kusel
- Bahnstrecke Friedrichsdorf–Friedberg
- Bahnstrecke Fulda-Bronnzell–Gersfeld
- Bahnstrecke Günzburg–Mindelheim
- Bahnstrecke Neumünster–Heide
- Bahnstrecke Stahringen–Stockach
- Bahnstrecke Weinheim–Fürth
- Bahnstrecke Nürnberg-Nordost–Gräfenberg
- Bahnstrecke Deggendorf–Bayerisch Eisenstein
- Bahnstrecke Pforzheim–Horb (Ersatz durch ESTW)
- Bahnstrecke Ebenhausen–Rentwertshausen (Ersatz durch ESTW)

## Signalisierter Zugleitbetrieb mit elektronischem Stellwerk nach Ril 437 (SZB-E)
Als Weiterentwicklung des SZB wurde der Signalisierte Zugleitbetrieb mit elektronischem Stellwerk (kurz: SZB-E) eingeführt. Ziel war, eine kostengünstigere Lösung zu herkömmlichen elektronischen Stellwerken (ESTW) für weniger stark befahrene Regionalstrecken zu entwickeln.
Der Betrieb des Elektronischen Stellwerks für den Signalisierten Zugleitbetrieb (ESZB) wird nach Ril 437 durchgeführt, daher konnte der Funktionsumfang gegenüber einem Voll-ESTW eingeschränkt werden. So wurde u. a. auf die Einbindung folgender Funktionen verzichtet:
- Kontinuierliche Zugbeeinflussungssysteme (z. B. LZB, ETCS Level 2), da nach Ril 437 eine maximale Höchstgeschwindigkeit von 100 km/h für den Signalisierten Zugleitbetrieb vorgesehen ist[15]
- Die Einbindung in Betriebszentralen
- Die Einbeziehung von Mittelweichen, da die Ausfahr-/Zwischensignale dementsprechend angeordnet sind

ESZB wurden u. a. mit elektronischen Stellwerken der Bauform ZSB 2000 von Scheidt & Bachmann.

### Betriebsführung
Beim Signalisierten Zugleitbetrieb mit elektronischem Stellwerk regelt ein Zugleiter den Bahnbetrieb auf der Zugleitstrecke. Gesichert wird diese dabei durch einen selbständigen Streckenblock (Zentralblock). Da die Forderungen der EBO nach Signalabhängigkeit und Streckenblock erfüllt werden, kann auf eine Fahrerlaubnismeldung verzichtet werden. Der Zugleiter gibt die Zustimmung zur Fahrt durch das Stellen des Hauptsignals auf Fahrt.
Wenn es im Fahrplan vorgesehen ist oder durch den Zugleiter festgelegt wurde, wechselt der Zugleiter mit dem Triebfahrzeugführer Zugmeldungen, die die Reihenfolge der Züge regeln und im Störungsfall zur Zugsicherung dienen. Die Kommunikation zwischen Zugleiter und Triebfahrzeugführer erfolgt dabei mittels Zugfunk.
Ist der Zug an dessen Anfangsbahnhof abfahrbereit, gibt der Triebfahrzeugführer dem Zugleiter eine Abfahrbereitschaftsmeldung. Auch wenn das Ausfahrsignal bereits einen Fahrtbegriff zeigt, darf der Zug erst nach Zustimmung des Zugleiters abfahren.
Daneben gibt es noch Haltmeldungen, Durchfahrtsmeldungen und Zugvollständigkeitsmeldungen.
Rangiert werden kann über Rangierfahrstraßen oder in einem freigegebenen Nahbedienbereich. Dabei wird vom Triebfahrzeugführer eine Rangierfreigabe für den gesamten Bahnhofsbereich über eine örtliche Bedieneinrichtung angefordert. Wird die Rangierfreigabe vom Zugleiter erteilt, werden alle Zugfahrstraßen im Bahnhof gesperrt. Danach zeigen die Hauptsignale, an denen beim Rangieren vorbeigefahren werden darf, Kennlicht, die Schlüssel für die ortsbedienten und die örtliche Bedieneinrichtung für die fernbedienten Weichen werden zur Bedienung vor Ort freigegeben. Die Nahbedienungsrückgabe erfolgt über den Triebfahrzeugführer, nachdem alle Anlagen wieder in Grundstellung gebracht wurden.

### Außenanlagen
Die Bahnhöfe werden mit Ein- und Ausfahrsignalen ausgerüstet. Als Haupt- und Vorsignale werden Kombinationssignale verwendet. Um Kosten zu sparen, werden Zusatzsignale bevorzugt als rückstrahlende Formsignale ausgeführt. Weichen in Fahrstraßen sind, wenn sinnvoll möglich, Rückfallweichen mit Zungenprüfern, ansonsten elektrisch ferngestellt. Alle anderen Weichen in den Hauptgleisen, die in Nebengleise führen, sind ortsbedient. Sie werden mit Riegelhandschlössern und Schlüsselsperren in die Signalabhängigkeit einbezogen. Die Gleisfreimeldung erfolgt durch Achszähler.

### Innenanlagen
Die Bedienoberfläche des Zugleiters ähnelt der eines vereinfachten elektronischen Stellwerks.
Es ist möglich, dass die Bedienoberfläche des Zugleiters signaltechnisch nicht sicher ausgeführt wird. Um trotzdem Hilfsbedienungen (z. B. Fahrstraße oder Block hilfsweise aufzulösen, Achszähleinrichtung in Grundstellung zu bringen) bei Störungen durchführen zu können, sind örtliche Bedieneinrichtungen (ÖBE) in den Betriebsstellen vorgesehen. Mithilfe eines verfahrensgesicherten, elektronisch unterstützten Dialogverfahrens ist es möglich, dass das Zugpersonal in Zusammenarbeit mit dem Zugleiter Hilfsbedienungen durchführt.

### Einsatz
Die erste mit ESZB-Technik ausgerüstete Strecke der DB ist die Bahnstrecke Korbach–Brilon Wald.
Da bei der ESZB-Technik das Personal zur Bedienung der örtlichen Bedieneinrichtungen besonders geschult werden muss, werden seit 2007 wieder vermehrt Strecken mit elektronischen Stellwerken Regional (ESTW-R) anstatt mit ESZB ausgerüstet und im Zugmeldebetrieb nach der Ril 408 betrieben.

## Geschichte
Bei Bahnstrecken mit geringem Verkehrsaufkommen standen die Kosten für den Bau und Betrieb einer Hauptbahn in keinem Verhältnis zum möglichen Nutzen, so dass in Deutschland ab etwa 1880 eine Vielzahl sogenannter Neben- oder Sekundärbahnen entstand. Bei diesen Strecken war in der Anfangszeit der deutschen Eisenbahnen jeder Bahnhof mit einem örtlichen Fahrdienstleiter besetzt. Dieser Umstand hatte zur Folge, dass die Kosten trotz einfacher betrieblicher Verhältnisse sehr hoch waren.
In Nordamerika hingegen gab es von Anfang an eine zentrale Fahrdienstleitung in Form der Dispatcher. Als Verbände des US Military Railway Service im Ersten Weltkrieg nach Europa kamen, setzten sie das Betriebsverfahren Timetable and Train Order im Kriegsbetrieb ein. Aufgrund der größeren Flexibilität gegenüber dem traditionellen Betrieb mit dezentraler Fahrdienstleitung, stellte sich dieses Betriebsverfahren als vorteilhaft heraus. Nach Ende des Ersten Weltkriegs wurden die Grundideen dieses Betriebsverfahrens von mehreren europäischen Bahnen übernommen, um auf Nebenbahnen einen wirtschaftlichen Betrieb durchzuführen.
Auf Anordnung des Reichsverkehrsministers wurde ab 1925 eine vereinfachte Betriebsführung auf mehreren Strecken getestet. So steuerte z. B. ab 1927 ein einziger Fahrdienstleiter den gesamten Betrieb auf der Extertalbahn.
Aufgrund der gesammelten Erfahrungen wurde bei der Deutschen Reichsbahn am 22. Mai 1937 die Vorschrift für vereinfachten Nebenbahndienst (DV 437) eingeführt. Darin enthalten waren neben Vereinfachungen im Betriebsdienst auch Bestimmungen für die Sicherungs- und Fernmeldetechnik und den Verkehrsdienst. Als Weiterentwicklung wurde die Betriebsvorschrift für den vereinfachten Nebenbahndienst (DV 436) am 1. Mai 1944 eingeführt.

### Vereinfachter Nebenbahndienst bei der Deutschen Reichsbahn

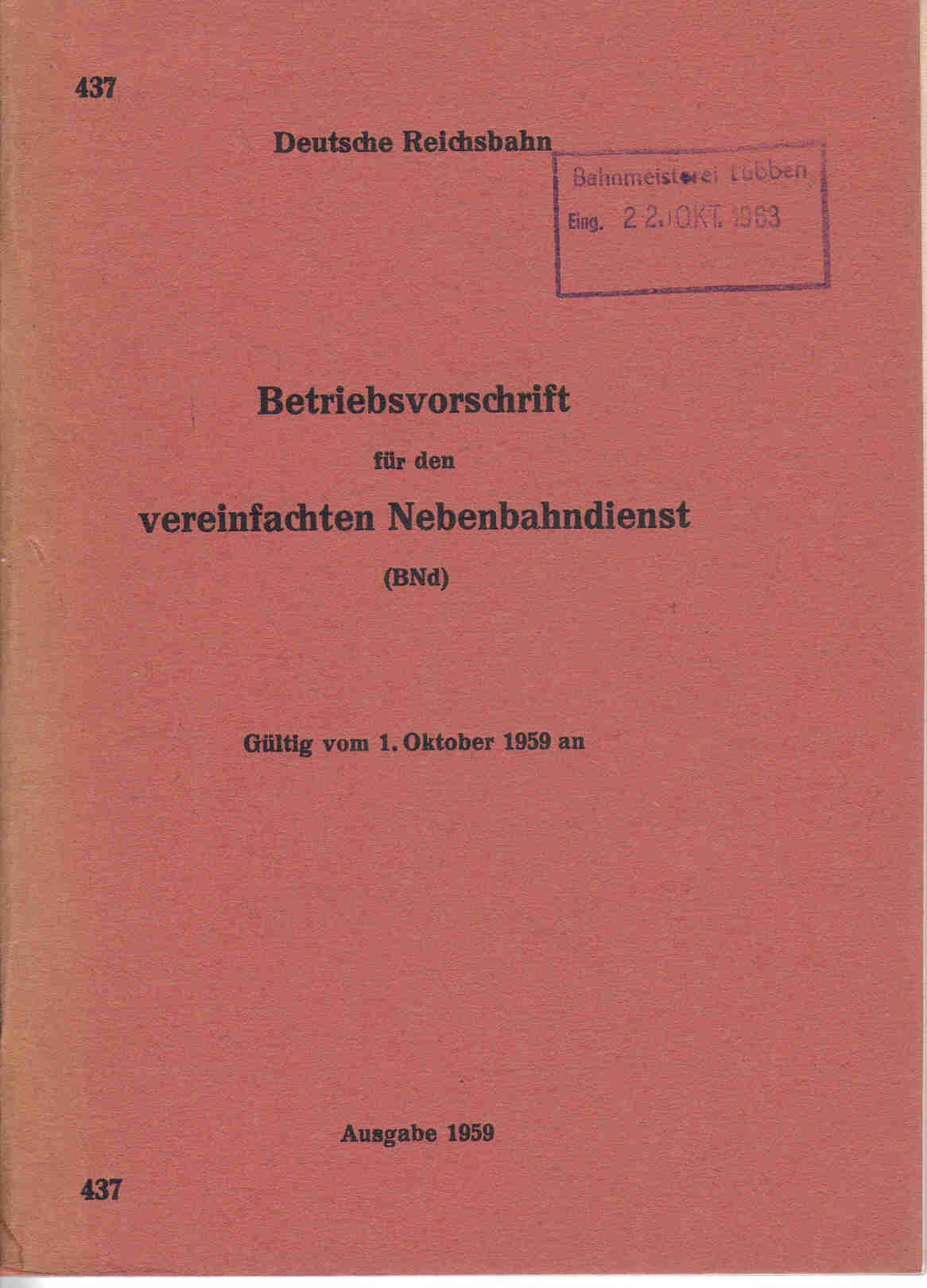
Original der Betriebsvorschrift 437 vom 1. Oktober 1959

Als vereinfachter Nebenbahndienst (oft auch als vereinfachter Nebenbahnbetrieb bezeichnet) wurde ab 1959 bei der Deutschen Reichsbahn (DR) eine Betriebsführung auf ausgewählten Eisenbahn-Nebenstrecken nach „Betriebsvorschrift für den vereinfachten Nebenbahndienst BNd“ (DV 437) bezeichnet. Im Gegensatz zur Betriebsführung nach den Fahrdienstvorschriften auf den Haupt- und stärker frequentierten Nebenbahnen berücksichtigte der vereinfachte Nebenbahnbetrieb die auf einigen Strecken vorhandenen deutlich einfacheren Verhältnisse, wie z. B. Eingleisigkeit der Bahnstrecke, kleine Bahnhöfe, geringe Belastung, geringe Geschwindigkeiten, überschaubare Zugfolgen, wenig bzw. keine Rangiertätigkeiten. Die jeweilig zuständige Reichsbahndirektion entschied, auf welchen Nebenbahnen mit einfachen Betriebsverhältnissen ein vereinfachter Fahrdienst eingeführt werden konnte.
Am 28. September 1980 wurde die Betriebsvorschrift DV 437 (BNd) durch die „Dienstvorschrift für den vereinfachten Nebenbahndienst (VND)“ mit derselben Nummer abgelöst. Die neue DV 437 berücksichtigte insbesondere
- die Notwendigkeit von leistungserhöhenden und effektiveren Maßnahmen auf Nebenbahnen;
- die Auswertung praktischer Erfahrungen mit der bisherigen Betriebsvorschrift und
- die Anpassung an Bestimmungen der Fahrdienstvorschriften (FV), DV 408, gültig ab 15. Juni 1970 in der damals aktuellen Version.

Die Änderungen betrafen Begriffsbestimmungen, Zulassungen von Zugleitern und betrieblichem Hilfspersonal, Vereinfachung von Meldungen, betriebliche Regelungen, Signale, Dokumentation der betrieblichen Handlungen u. v. a. m. Hatte die bisherige Betriebsvorschrift 437 mit Anhängen und Vordrucken insgesamt 39 Seiten (DIN A5), umfasste die neue Ausgabe insgesamt 59 Seiten (DIN A5).
Bei der Deutschen Reichsbahn wurden Personen- und Güterverkehr bis zur Gründung der Deutschen Bahn AG auf diesen Strecken im vereinfachten Nebenbahnbetrieb durchgeführt.

#### Zugleitstrecken
Die Nebenbahn wurde in eine oder mehrere Zugleitstrecken eingeteilt, innerhalb derer ein Zugleitbahnhof und weitere Zuglaufstellen (andere Bahnhöfe und mit Fernsprecher ausgerüstete Haltestellen und Haltepunkte) bestimmt wurden.

#### Unterlagen
Für jeden Zug wurden im Bild- und Buchfahrplan und in der Fahrplananordnung die Zuglaufstellen angegeben. Für die einzelnen Zuglaufstellen wurden vom Dienstvorsteher aufgestellt:
- Übersicht der planmäßigen Zuglaufmeldungen (nur für den Zugleitbahnhof)
- Merkkalender (nur für den Zugleitbahnhof)
- Bahnhofsfahrordnung
- Zugverzeichnis
- Merktafeln

#### Der Zugleiter
Den Fahrdienst auf den zugewiesenen Zugleitstrecken regelte der Zugleiter vom Zugleitbahnhof aus. Die Zugfolge, das Kreuzen und Überholen der Züge und die Zulassung von Kleinwagen-, Rangier- und Sperrfahrten wurden in Zuglaufmeldungen zwischen dem Zugleiter und Betriebseisenbahnern, Aufsichten, betrieblichen Hilfskräften auf den Zuglaufstellen und in unbesetzten Zuglaufstellen mit den Zugführern oder Zugbegleitern direkt geregelt. Jeder einzelnen Zug- oder Rangierbewegung musste vom Zugleiter fernmündlich zugestimmt werden. Bei Abweichungen vom Regelbetrieb, Störungen u. a. Ereignissen konnte der Zugleiter mit dem so genannten Befehl N weitere standardisierte Anweisungen erteilen.

#### Nachweisführung

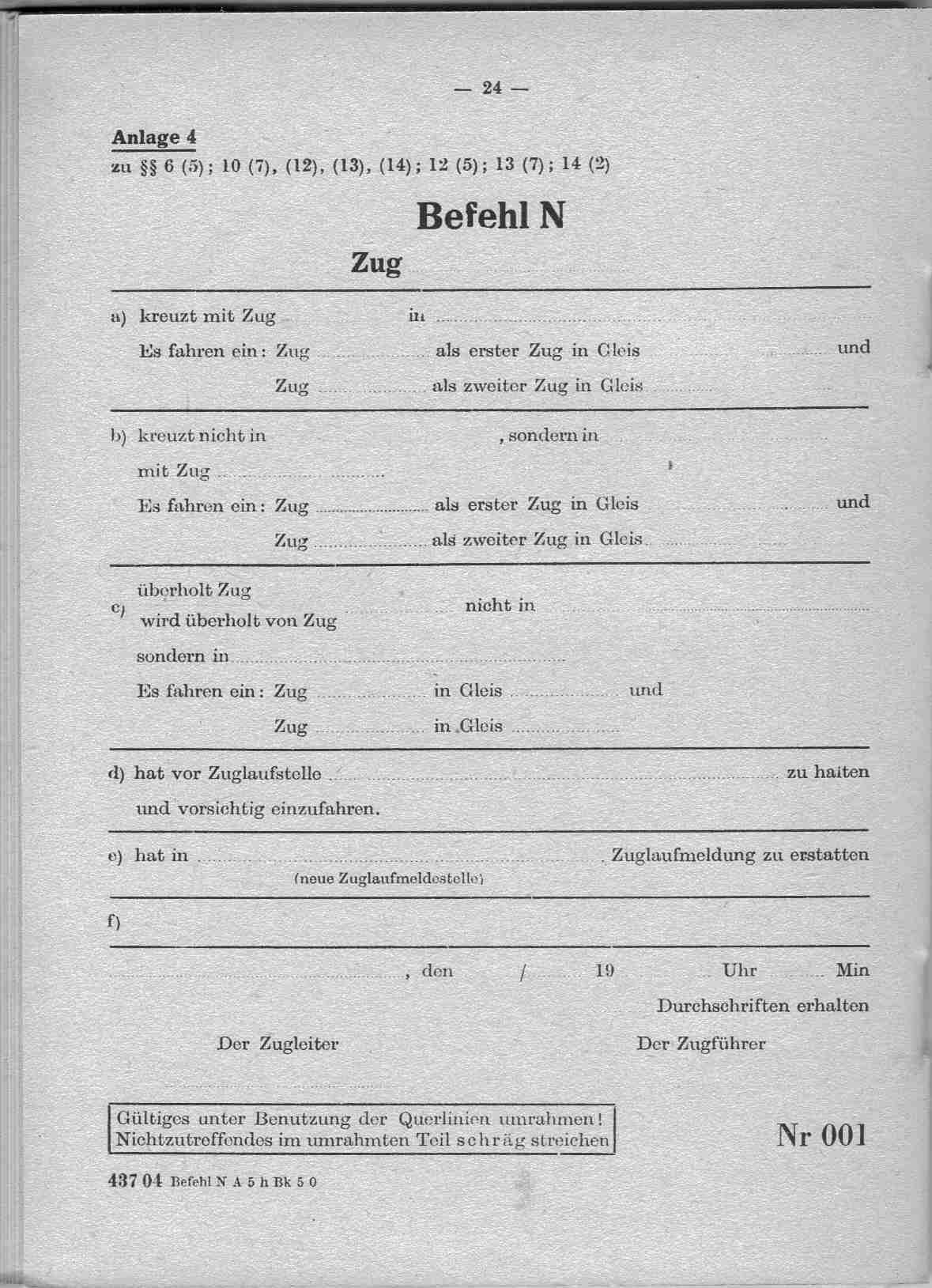
Vordruck Befehl N

Jede Fahrerlaubnis, Zugmeldung und sonstige betriebsrelevanten Aufträge und Meldungen wurden von den Beteiligten nachgewiesen:
- vom Zugleiter im Zugmeldebuch
- von einem Betriebseisenbahner auf Zuglaufstellen im Fernsprechbuch
- vom Zugführer im Fahrtverlaufsbericht

Im Gegensatz zum Geltungsbereich der Fahrdienstvorschrift mit mehreren Befehlsvordrucken gab es beim vereinfachten Nebenbahnbetrieb nur den „Befehl N“. Er lag beim Zugleiter, Betriebseisenbahnern vor Ort und dem Zugführer in gleichem Vordruck vor. Deshalb konnte schnell eine vom Regelbetrieb abweichende Anordnung übermittelt werden, z. B. zusätzliche oder ausfallende Kreuzungen oder Überholungen, vorsichtige Einfahrt und der Freitextbefehl für sonstige Anweisungen des Zugleiters. Die vom Zugleiter diktierten Befehle wurden von den Empfängern auf ihrem Befehlsvordruck übertragen, der Befehl wurde wiederholt, um falsche Übermittlungen und eventuell folgende Betriebsstörungen oder Unfälle auszuschließen. Der Befehl N wurde also beim Zugleiter und beim Empfänger nachgewiesen.

#### Eisenbahninfrastruktur
Die Eisenbahninfrastruktur ist durch Einfachheit und bedarfsgerechtes Ausmaß gekennzeichnet:
Bahnhöfe waren z. T. mit Signalen und fernbedienbaren Weichen ausgerüstet, die von den örtlichen Betriebseisenbahnern oder betrieblichen Hilfskräften für die Züge bedient wurden.
Im Gegensatz zum Geltungsbereich der Fahrdienstvorschrift gab es beim vereinfachten Nebenbahnbetrieb auch unbesetzte Zuglaufstellen ohne Einfahrsignale und fernbediente Weichen. Das heißt, die Zugfolge und die Verhinderung sich ausschließender Zug- und Rangierbewegungen wurde über die oben beschriebene Kommunikation (Zugmeldungen, Befehle), nicht aber durch sicherungstechnische Einrichtungen (Fahrstraßen, Signale, Sperren, Verschlüsse u. ä.) abgesichert.

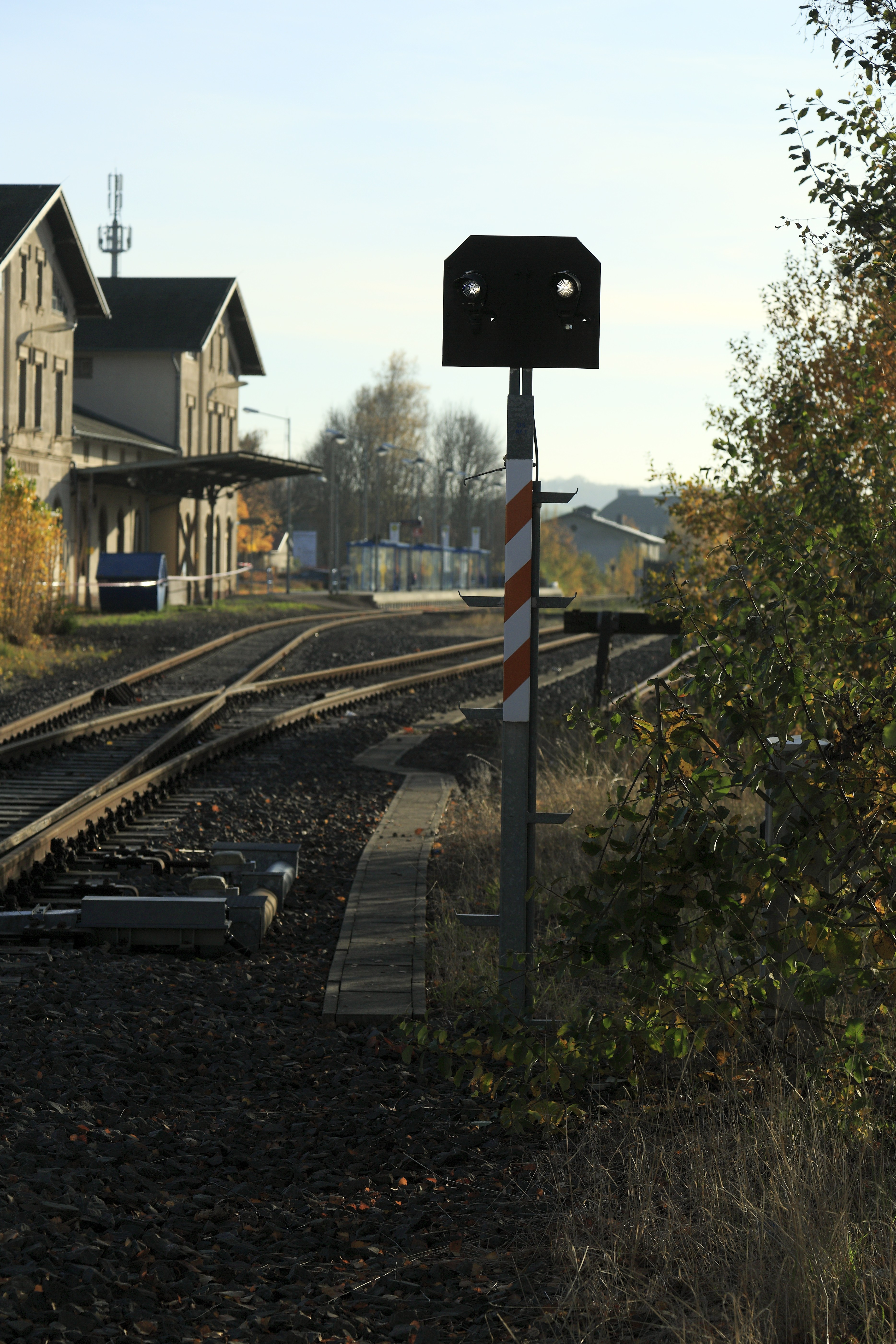
Rückfallweichenüberwachungssignal So 18, Bf Hainichen

Das Stellen und Verschließen der Weichen erfolgte auf unbesetzten Betriebsstellen durch die Zugführer selbst. Damit sie für mehrere Zuglaufstellen und Weichen nicht eine Vielzahl von Schlüsseln mitführen mussten, wurde in der Regel auf den einzelnen Strecken eine einheitliche Schlüsselform für die zwangsläufig zuerst zu bedienenden Weichen vorgesehen, sodass der Zugführer mit nur einem Streckenschlüssel alle benötigten Weichen auf- und wieder verschließen konnte. Bei Abfahrt aus einer Betriebsstelle gibt ihm der in seiner Hand befindliche Streckenschlüssel die Gewissheit, dass alle sicherheitsrelevanten Einrichtungen wieder in der vorgeschriebenen Grundstellung sind. Bei Zugkreuzungen auf unbesetzten Betriebsstellen übernahm der Zugführer des zuerst eingefahrenen Zuges (die Reihenfolge des Einfahrens war im Fahrplan festgelegt) die örtlichen Aufgaben des Fahrdienstleiters. Dieser Zug fuhr ohne Halt an der Trapeztafel an Stelle des Einfahrsignals ein, der Zugführer gab am Streckenfernsprecher die vorgeschriebenen Zuglaufmeldungen ab, schloss anschließend die Einfahrweiche für den kreuzenden Zug auf und stellte sie um. Der zweite Zug wurde durch den Fahrplan beauftragt, an der Trapeztafel zu halten. Daraufhin gab der Triebfahrzeugführer mit der Fahrzeugpfeife einen Achtungspfiff Zp 1 ab. War der Fahrweg für diesen Zug hergestellt, so wurde mit der Pfeife des zuerst eingefahrenen Zuges das Signal Zp 11 »Kommen« (ein langer, ein kurzer und ein langer Ton) gegeben. Daraufhin fuhr auch dieser Zug in den Bahnhof ein. Der Zugführer des ersten Zuges stellte daraufhin die Einfahrweiche zurück, verschloss sie wieder, dann begab er sich zur gegenüberliegenden Einfahrweiche, schloss auch diese auf, stellte sie um und mit fernmündlicher Zustimmung des Zugleiters fuhr der zuletzt eingefahrene Zug weiter. Der Zugführer des zuerst eingefahrenen Zuges stellte auch diese Weiche zurück und verschloss sie. Daraufhin holte er die Zustimmung des Zugleiters zur Weiterfahrt ein und der Zug setzte die Fahrt fort.
Zur Beschleunigung insbesondere der Kreuzungen auf unbesetzten Betriebsstellen wurden Mitte der 1970er Jahre erstmals Rückfallweichen mit Überwachungssignalen So 17 und So 18 eingebaut. Damit entfielen die zeitraubenden Fußwege der Zugführer zu den Einfahrweichen einschließlich der manuellen Umstellvorgänge. Die Zugkreuzungen konnten damit deutlich beschleunigt werden. Für beide Signale gab es in der deutschen Sicherungstechnik kein Vorbild. Sie sollten unverwechselbar sein. Die Lösung waren eine rechteckige, orange Ankündigungsbake mit zwei weißen Streifen und ein Signalschirm mit zwei weißen Lichtpunkten nebeneinander und einem weißen Mastschild mit drei schrägen, orangen Streifen. Leuchten beide Lichtpunkte, hat die Rückfallweiche die Endlage erreicht und darf gegen die Spitze befahren werden. Leuchtet nur ein Lichtpunkt, ist vor der Weiche zu halten und ihre Befahrbarkeit der Weiche örtlich zu prüfen. Die umständlichen Zuglaufmeldungen am Streckenfernsprecher wurden im selben Zusammenhang durch die Einführung und Nutzung von Zugfunkeinrichtungen vereinfacht.

### Zugleitbetrieb bei der Deutschen Bundesbahn
Grundgedanke des Vereinfachten Nebenbahndienstes bei der Deutschen Reichsbahn bzw. später bei der Bundesbahn des Zugleitbetriebes war es, eine Betriebsform zu schaffen, die weitgehend ohne aufwändige technische Sicherungseinrichtungen mit wenig Betriebs- und Instandhaltungspersonal auskam.

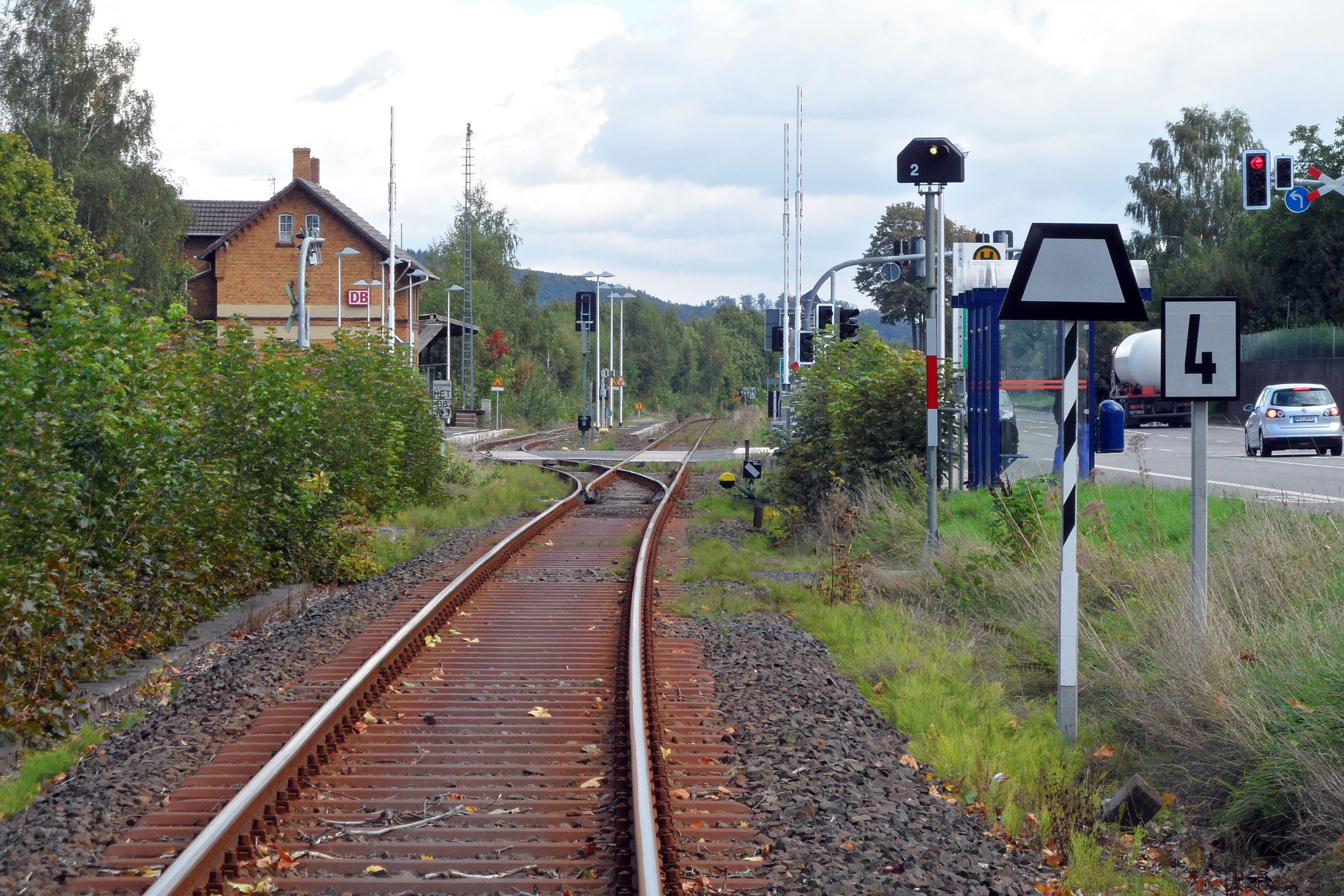
Bahnhof Wega mit Trapeztafel und Lichtsperrsignal als Rückfallweichenüberwachungssignal

Zur weiteren Rationalisierung trug die Entwicklung zuverlässig arbeitender Rückfallweichen bei, die das Kreuzen und Überholen von Zügen auf den Unterwegsbahnhöfen ohne Weichenbedienung möglich machten und ab etwa 1950 vor allem im Westen Deutschlands Verbreitung fanden. Durch Rückfallweichen können Stellwerke und örtliches Personal eingespart werden und auf bereits zuvor unbesetzten Bahnhöfen verringern sich die Aufenthaltszeiten der Züge deutlich. Ein eigenes Überwachungssignal für Rückfallweichen wurde (etwa im Gegensatz zur Deutschen Reichsbahn (DR) oder den Österreichischen Bundesbahnen) nicht eingeführt. Man behalf sich in einigen Fällen mit einem Lichtsperrsignal, das bei Ordnungsstellung der Weiche Kennlicht zeigte. Allerdings wurden nicht auf allen Bahnhöfen Rückfallweichen eingebaut, wo es aufgrund häufig stattfindender Kreuzungen nutzbringend gewesen wäre. Ein Beispiel stellt der Bahnhof Lütter der Rhönbahn dar, auf dem teilweise im Stundentakt Kreuzungen stattfanden, bei denen aber das Zugpersonal des zuerst ankommenden Zuges die Weichen für die Ein- und Ausfahrt des zweiten Zugs stellen und nach Abfahrt wieder in Grundstellung bringen musste.
Die Betriebsart „Zugleitbetrieb“ wurde in die Eisenbahn-Bau- und Betriebsordnung 1967 aufgenommen. Die zugehörige Vorschrift DS 436 erschien erstmals 1972.

Schematische Darstellung einer Zuglaufstelle mit Rückfallweichen

Die Unterwegsbahnhöfe einer Zugleitstrecke sind überwiegend kleine Bahnhöfe mit nur zwei Hauptgleisen, die an beiden Enden in je eine Rückfallweiche münden. Jedes Gleis wird von den Zügen in einer Richtung befahren (Richtungsbetrieb), sodass Kreuzungen ohne Veränderung der Weichenlage stattfinden können. Soll ein Zug einen anderen überholen, muss der zu überholende Zug in das Gleis der Gegenrichtung umsetzen, um das Einfahrgleis für den überholenden Zug freizumachen.
Nach mehreren schweren Unfällen mit Reisezügen auf Zugleitstrecken in den 1970er und 1980er Jahren wurde nach und nach der Zugleitbetrieb nach Möglichkeit auf andere Betriebsverfahren umgestellt. Hinzu kam, dass viele der im Zugleitbetrieb befahrenen Strecken ohnehin zur Stilllegung anstanden. Der reine Zugleitbetrieb verblieb damit im Wesentlichen auf nur noch vom Güterverkehr genutzten Strecken sowie auf Strecken mit nur wenigen Reisezugpaaren am Tag. Beispiele sind die Hönnetalbahn, Rhönbahn, Rothaarbahn, die daran anschließende Obere Lahntalbahn und die Ammertalbahn, die auf Teilen oder der gesamten Strecke mit Personenverkehr im ZLB betrieben wurden.

### Zugleitbetrieb bei der Deutschen Bahn
Im Rahmen der Harmonisierung der Vorschriften zwischen der Deutschen Reichsbahn und der Deutschen Bundesbahn wurden die Ril 436 und Ril 437 für alle betroffenen Strecken im gesamten Gebiet der Deutschen Bahn eingeführt. Daneben existiert die Fahrdienstvorschrift für Nichtbundeseigene Eisenbahnen (FV-NE) die sowohl Bestimmungen für den Zugmeldebetrieb, als auch für den Zugleitbetrieb enthält.
Nach der Bahnreform und der damit oftmals verbundenen Aufwertung des Personenverkehrs zum Teil zum Stundentakt musste wegen der Zunahme der Zugfahrten in vielen Fällen auf ein höherwertiges Sicherungssystem umgerüstet werden.

## Verwandte Verfahren in anderen Ländern
In Tschechien und der Slowakei gibt es ähnliche Betriebsverfahren, auch die Signalisierung von unbesetzten Bahnhöfen mit Trapeztafeln und die Anwendung von Rückfallweichen entspricht den Verhältnissen in Deutschland. Es existieren auch Verfahren der technischen Sicherung. Ein Beispiel ist die slowakische Elektrische Tatrabahn.
In den Vereinigten Staaten von Amerika, Australien und Neuseeland ist seit jeher die Betriebsführung durch einen zentralen Dispatcher üblich, was prinzipiell dem Zugleitbetrieb entspricht. Das Betriebsverfahren Direct Traffic Control (DTC) ist mit seiner Definition von festen Blöcken und der direkten Kommunikation zwischen Dispatcher und Train Crew eng verwandt mit dem Zugleitbetrieb. Auch das Timetable-and-Train-Order-Verfahren hat einige gemeinsame Aspekte, unterscheidet sich aber grundlegend durch die Sicherheitsrelevanz von Fahrplan und Vorrangregeln.